# Johnny Gargano
John Anthony Nicholas "Johnny" Gargano (Cleveland, 14 de agosto de 1987) é um lutador de luta livre profissional americano, que atualmente trabalha para a WWE no programa Smackdown, onde forma dupla com seu amigo Tommaso Ciampa, ele foi bastante conhecido pela sua passagem na WWE, na marca NXT, sob o nome no ringue Johnny Gargano. No NXT Gargano já conquistou o Campeonato do NXT, o Campeonato Norte-Americano do NXT duas vezes, e o Campeonato de duplas do NXT juntamente de Tommaso Ciampa. Ele já trabalhou por várias promoções do circuito independente americano, incluindo Chikara, Dragon Gate USA, Evolve e Pro Wrestling Guerrilla (PWG). Ele também já apareceu na Ring of Honor (ROH) e  Total Nonstop Action Wrestling (TNA). Gargano foi duas vezes vencedor do Open the Freedom Gate Championship.

## Carreira no Wrestling

### Estreia na luta livre no circuito independente
Gargano entrou na escola de wrestling do Cleveland All Pro Wrestling aos 16 anos e fez sua estreia lá no final de 2005. Ele conquistou seu primeiro título lá ao se tornar o campeão júnior dos pesos pesados no8 de outubro de 2006, título que ele perde o 11 de fevereiro de 2007enfrentando Zach Gowen .
a 20 de março, ele participou da gravação do SmackDown no dia 23 sob o nome de Cedric von Haussen, onde perdeu rapidamente para MVP . a11 de maio, ele foi para o Cartel de Wrestling Internacional (IWC) na Pensilvânia e com Michael Facade se tornou o campeão de duplas da IWC após sua vitória em uma Gauntlet de duplas . Eles perdem o título em7 de julhoenfrentando os irmãos Gambino (Marshall e Mickey Gambino).
a 8 de fevereiro de 2008, Gargano se torna o campeão indiscutível do Championship Wrestling Experience após vencer uma batalha real . a25 de maio, ele se tornou campeão da Intense Intense Wrestling , uma federação de Ohio, ao vencer uma luta do Homem de Ferro de 30 minutos contra Tyler Black . a18 de julho, ele perdeu seu título de campeão indiscutível do Championship Wrestling Experience e do15 de agosto, ele tentou o Anel de Honra onde enfrentou Sami Callihan e venceu sua luta, e no dia seguinte ele tinha dores nas costas tão fortes que não conseguia andar. No entanto, ele conseguiu continuar a lutar e o13 de setembro, ele retornou ao IWC onde se tornou campeão da Super Indy após sua vitória sobre Jerry Lynn e Super Hentai em uma partida de eliminação e devolveu o título no dia seguinte porque devido à lesão nas costas ele teve que observar um período de descanso e, portanto, não pode defender seu título.

### Absolute Intense Wrestling (2006–2016)
Ele voltou de sua lesão nas costas em 2 de março de 2012onde ele vence uma batalha real durante um show Absolute Intense Wrestling para nomear o desafiante ao título dos pesos pesados.

### CHIKARA (2008, 2010-2013)
a 14 de junho de 2008, ele participa da Young Lions Cup, onde Marshe Rockett o elimina na primeira rodada do torneio.
Ele retorna para CHIKARA em23 de abril de 2010onde participa com Aeroform (Flip Kendrick e Louis Lyndon) no torneio King of Trios onde não passam a primeira rodada contra The Colony  (in) ( Fire Ant , Green Ant e Soldier Ant ). a27 de agostoEle participou da Young Lions Cup e chegou às semifinais depois de vencer Andy Ridge antes de ser desclassificado em uma partida de seis a eliminação, pois dá um chute na virilha de Frightmare  (em) . Dois dias depois, ele venceu uma luta Royal Rumble com 30 participantes. a18 de setembroEle começou a se associar com Icarus  (in) e Chuck Taylor e se autodenominam Team FIST e venceram The Soul Touchaz  (in) (Marshe Rockett, Acid Jaz e Willie Richardson). Ele então tentou arrebatar a Young Lions Cup de Frightmare sem sucesso duas vezes no23 de outubro e a 21 de novembro.
A equipe FIST participa do torneio King of Trios e se classifica para a final eliminando a equipe da Austrália (Kabel, Percy T e Tama Williams) em15 de abril de 2011então Team Osaka Pro (Atsushi Kotoge, Daisuke Harada e Ultimate Spider Jr. ) no dia seguinte e Team Michinoku Pro (Dick Togo, Great Sasuke e Jinsei Shinzaki) no dia seguinte17 de abrile falhar na final contra The Colony  (en) (Formiga de Fogo, Formiga Verde e Formiga Soldada). Com Chuck Taylor, ele ganhou o Campeonatos de Parejas de la CHIKARA em18 de setembroapós sua vitória sobre Mike Quackenbush  ( entra ) e Jigsaw  ( entra ) em uma partida em melhor de três caídos. Eles defendem seu título pela primeira vez em7 de outubroenfrentando Momo no Seishun Tag ( Atsushi Kotoge e Daisuke Harada ). The Colony (Fire and Soldier Ant), então, tem uma disputa pelo título em2 de dezembro mas eles falham.
Por causa de sua lesão nas costas no início de 2012, Ícaro  (in) seu lugar e a Equipe FIST perde o título24 de marçocontracenando com Scott Parker e Shane Matthews. Eles reivindicam o título em29 de abril em uma revanche e o 2 de junhoos Young Bucks (Matt e Nick Jackson) encerram seu reinado. Gargano, Chuck Taylor e Icarus participam do torneio King Of Trios em meados de setembro, onde eliminam o Team Osaka Pro (Ebessan, Kikutaro e Takoyakida) e depois o Team JWP (Command Bolshoi, Kaori Yoneyama e Tsubasa Kuragaki) antes de serem eliminados pelo The Spectral Envoy ( Frightmare  (en) , Hallowicked  (en) e UltraMantis Black  (en) ) nas semifinais.

### Dragon Gate USA e EVOLVE (2009-2016)
No início de 2009, Gargano lutou na All American Wrestling , uma federação de Chicago , onde conheceu Colt Cabana que o aconselhou a entrar em contato com Gabe Sapolsky  (in) , um dos co-fundadores do Ring of Honor que vem para deixar este federação para criar a Dragon Gate USA (DGUSA). Ele fez sua estreia lá durante o primeiro show desta federação, Open The Historic Gate em25 de julho, onde ele jogou em uma partida de eliminação em oito vitórias por Lince Dorado . Ele venceu sua primeira partida nesta federação em6 de setembrodurante Open The Untouchable Gate em uma partida de eliminação de oito vias. No final de novembro, foi para a Flórida para a Full Impact Pro , federação parceira da DGUSA, onde participou de um torneio organizado para homenagear Jeff Peterson onde chegou às semifinais e foi eliminado por Silas Young .
a 16 de janeiro de 2010, participou do primeiro show da Evolve Wrestling , federação criada pela Sapolsky, onde conquistou Chris Dickinson. No final de maio, ele anunciou no Youtube que agora está sob contrato com a Dragon Gate USA . a24 de julhoem Enter the Dragon 2010 , ele perde uma partida contra CIMA e não pode escolher a qual clã se juntará. Ele tenta integrar WARRIORS International , o clã CIMA, mas CIMA o despreza e Gargano intervém após a derrota de CIMA e Genki Horiguchi contra YAMATO e Akira Tozawa o29 de outubrodurante Bushido: Code Of The Warrior e declara que está farto e forma com Chuck Taylor e Rich Swann seu próprio clã chamado Ronin . No dia seguinte, durante o Freedom Fight 2010 , Ronin venceu Austin Aries e WARRIORS International (Genki Horiguchi e Ricochet ).
Fim janeiro de 2011, Gargano e Taylor participam do torneio do tipo Round robin para designar os primeiros Open Champions The United Gate e apesar de sua vitória sobre os Blood WARRIORS ( Naruki Doi e Ricochet) no dia 28 e depois sobre CIMA e Dragon Kid no dia seguinte, eles não ganhar o título após a derrota no WORLD-1 ( Masato Yoshino e PAC ), o30 de janeiroque ao vencer suas três partidas se tornam campeões. Em março, Ronin share no Japão para o Portão do Dragão , onde eles continuam a sua rivalidade com WARRIORS sangue ao vencer uma partida contra CIMA Naoki Tanizaki e Naruki Doi a 1 st de março. Voltou para os EUA, ele enfrenta CIMA em 1 st abril a Abrir The Southern Portão e perderá o combate. No dia seguinte, Ronin é espancado pelos Blood WARRIORS (CIMA, Naruki Doi e Ricochet). a5 de junhodurante Enter The Dragon 2011: Second Anniversary Celebration , Ronin e Masato Yoshino saem vitoriosos em uma partida por equipe de eliminação contra Blood WARRIORS (CIMA, Austin Aries e Brodie Lee ), onde Gargano deixa CIMA e depois Aries; no final da noite, seu clã intervém após o ataque de CIMA e seu clã a YAMATO, que acaba de defender seu título de campeão Open The Freedom Gate . a9 de setembro, Gargano provoca YAMATO ao declarar que pretende conquistar seu título e vê o campeão de Taylor e Swann no Open The United Gate  ; O resultado é uma partida entre YAMATO e Masato Yoshino contra Gargano e Chuck Taylor, que este último perde, mas YAMATO anuncia que os três membros do Ronin têm direito a uma luta pelo título Open the Freedom Gate . 28 e29 de outubro, participou da Jeff Peterson Memorial Cup organizada pelo Full Impact Pro, onde chegou à final ao eliminar John Silver, Jonathan Gresham e Mike Cruz antes de perder para AR Fox . a13 de novembro, ele tem sua partida para o campeonato Open the Freedom Gate contra YAMATO e sai vitorioso neste confronto.
Ele fez sua primeira defesa em 14 de janeiro de 2012to EVOLVE 10: A Tribute to The Arena, onde mantém seu título contra Ricochet , no final da partida Gargano não consegue se levantar e deixa a Asylium Arena em uma ambulância para se juntar a um dos hospitais na Filadélfia para tratar uma lesão nas costas. Pouco depois, ele disse que o 1 st janeiro, ele sentiu dor na parte inferior das costas e da pelve e, no entanto, deseja participar EVOLVE 10 e lembre-se que durante o seu jogo contra o Ricochet perde seus sentimentos ao nível das pernas depois de dois minutos. Ele retorna ao DGUSA em29 de marçoonde seu clã perde uma equipe de três partidas vencidas por MAD BLANKEY ( Akira Tozawa , BxB Hulk e Uhaa Nation ) também incluindo DUF ( Arik Cannon  (en) , Pinkie Sanchez  (en) e Sami Callihan ). No dia seguinte, com Chuck Taylor, ele perdeu uma partida para designar os novos campeões do Open the United Gate contra o WORLD-1 International ( Masato Yoshino e Ricochet). a31 de março, ele defende com sucesso seu título de campeão do Open the Freedom Gate contra Masato Yoshino. a12 de maio, ele manteve seu título contra AR Fox durante EVOLVE 13 .
Durante o REVOLT! 2014, ele mantém o título contra Trent Barreta . Durante Way Of The Ronin 2014, ele manteve seu título contra Roderick Strong .
Em Evolve 42, ele e Rich Swann derrotaram Anthony Nese e Caleb Konley em uma Street Fight Tag Team Match e venceram o Open The United Gate Championship.
Na Evolve 51, ele perdeu para Timothy Thatcher e não ganhou o Campeonato Evolve.
De 22 a 24 de janeiro de 2016, Gargano e Drew Galloway entraram em um torneio de três dias para coroar os primeiros Evolve Tag Team Champions. No Evolve 53 venceram o Catch Point ( Drew Gulak e TJ Perkins ), no Evolve 54 venceram os Bravado Brothers e na final no Evolve 55 venceram Chris Hero e Tommy End para ganhar o torneio e títulos na mesma ocasião. No Evolve 59, eles perderam os títulos contra Catch Point (Drew Gulak e Tracy Williams). Após a partida, Galloway se vira contra Gargano.

### Guerrilha de Wrestling Profissional (2013-2015)
Durante o PWG All Star Weekend 10 - Tag 1, ele venceu Davey Richards . No PWG All Star Weekend 10 - Tag 2, ele perdeu para Adam Cole e não ganhou o PWG World Championship .

### Várias federações (2009-2016)
a 9 de abril de 2011, ele participa do torneio Best of the Best X organizado pela Combat Zone Wrestling e não passa da primeira rodada após sua derrota para Adam Cole em uma luta de eliminação também incluindo Kyle O'Reilly .

### World Wrestling Entertainment (2015-2021)

#### WWE NXT (2015 -2021)
Ele estreou na NXT em 9 de setembro de 2015, ele vence com Tommaso Ciampa contra Bull Dempsey e Tyler Breeze e eles se classificam para a segunda rodada do Dusty Rhodes Tag Team Classic. a16 de setembro, eles são eliminados do torneio pelo Barão Corbin e Rhyno .

#### Campeão de Tag Team DIY e NXT (2016-2017)
Em NXT Takeover: Toronto , eles derrotaram The Revival ( Scott Dawson e Dash Wilder ) em 2 de 3 Falls Tag Team match e ganharam o NXT Tag Team Championship .
Durante o NXT Takeover: San Antonio , eles perderam o NXT Tag Team Championship para os Authors of Pain.
Durante o NXT Takeover: Orlando , eles perderam para os The Authors of Pain em uma luta de três equipes, também envolvendo The Revival.
Rivalidade com Tommaso Ciampa (2017-2018)
Em NXT Takeover: Chicago , eles perderam para os Authors of Pain in a Ladder Match. Após a luta, Tommaso Ciampa trai Johnny Gargano .
a 2 de agostona NXT, ele venceu Raul Mendoza. Durante o NXT Takeover: Brooklyn III , ele perdeu para Andrade "Cien" Almas . a11 de outubro na NXT, perde para Andrade "Cien" Almas.
O 1 st novembro, ele perde contra Fabian Aichner. a8 de novembrono NXT, ele venceu Adam Cole por desqualificação. a22 de novembrona NXT, ele perde para Pete Dunne e não vence o Campeonato do Reino Unido da WWE .
a 6 de dezembrona NXT, ele venceu Kassius Ohno e se classificou para o Fatal Four Way Match, que indicará o desafiante número um do Campeonato NXT . a27 de dezembrona NXT, ele derrotou Lars Sullivan, Killian Dain e Aleister Black em uma Fatal Four Way Match e enfrentará Andrade "Cien" Almas pelo NXT Championship em NXT Takeover: Philadelphia . a24 de janeiro de 2018NXT, ele bate O Velveteen Sonho e desafiante resto n o  1 sob o NXT, depois do jogo ele é atacado por Andrade Cien Almas, mas vai assumir a pagar-lhe um DDT, o show termina com Gargano posando com o título. Durante NXT TakeOver: Philadelphia , ele perdeu novamente para Andrade "Cien" Almas e não ganhou o campeonato NXT. No final da partida, foi atacado com uma muleta por Tommaso Ciampa que estava se recuperando. a7 de fevereirona NXT, ele é confrontado por Andrade "Cien" Almas a quem anuncia que quer uma última partida pelo Campeonato NXT e que caso perca terá que deixar a NXT.
a o 21 de fevereirona NXT, ele perdeu para Andrade "Cien" Almas pelo Campeonato NXT após uma intervenção de muleta por Tommaso Ciampa , então ele foi forçado a deixar a NXT. a21 de marçono NXT, ele ataca Tommaso Ciampa antes de ser forçado a sair da arena pelos seguranças. Ele finalmente tem a chance de ser capaz de voltar a entrar na lista do NXT com a condição de que derrote Tomasso Ciampa durante o NXT TakeOver New-Orleans. No evento principal da NXT Takeover: New Orleans , ele derrotou Tommaso Ciampa em uma luta não sancionada e ganhou o direito de permanecer na NXT.
a 25 de abrilno NXT, quando enfrentaria Aleister Black pelo título do NXT, é atacado na entrada por Tommaso Ciampa que o fará passar por uma mesa, Gargano é retirado da arena em ambulância. a23 de maiona NXT regressa com a sua mulher Candice LeRae chamando Tommaso Ciampa para vir lutar, este último responderá ao seu apelo mas os dois homens não poderão lutar estando separados pelos árbitros, no entanto Ciampa consegue atirar Gargano da orla de o anel fazendo com que ele caísse violentamente sobre Candice LeRae. a30 de maiona NXT, ele interfere durante a luta entre EC3 e Fabian Aichner para anunciar que enfrentará Tommaso Ciampa no NXT Takeover: Chicago II em um Street Fight . a6 de junhona NXT, ele ataca Tommaso Ciampa . a13 de junho na NXT durante uma promoção, Gargano promete a Ciampa que deixará o NXT Takeover: Chicago II de ambulância.
Durante o NXT TakeOver: Chicago II , ele perdeu para Tommaso Ciampa em um Street Fight Match.
a 4 de julhona NXT, ele bate EC3 . a25 de julho na NXT, ele intervém na luta entre Aleister Black e Tommaso Ciampa pelo título da NXT, mas ele acidentalmente atinge Black e o faz perder o título da NXT para Ciampa.
O 1 st agosto a NXT, ele ataca Tommaso Ciampa e diz que ele é o campeão só por causa de seu discurso na semana passada, Gargano recebe uma Missa Negra na parte de Aleister preto que respondeu que ele disse é verdade. a8 de agostona NXT, Gargano derrota Black por desqualificação após ser atacado por Tommaso Ciampa , após uma luta entre os três homens, William Regal anuncia que eles se enfrentarão em uma luta de ameaça tripla pelo título da NXT no NXT Takeover Brooklyn 4. Após lesão a Aleister Black, a luta pelo título do NXT será um Last Man Standing entre Gargano e Ciampa.
Durante NXT TakeOver: Brooklyn 4 , ele perdeu para Tommaso Ciampa durante um Last Man Standing e não ganhou o campeonato NXT . Durante a partida, ele desloca o joelho (lesão do script).
a 29 de agostono NXT, William Regal questiona Gargano para saber se ele agrediu Aleister Black, ao que Gargano responde não. Ele é então interrompido por The Velveteen Dream , William Regal então anuncia uma luta entre os dois homens para a semana seguinte no NXT. Na semana seguinte no NXT, Gargano perdeu para o The Velveteen Dream depois de um motorista do Vale da Morte .
a 3 de outubrona NXT, ele venceu Tony Nese por finalização.

#### Heel Turn and Rivalry com Aleister Black (2018-2019)
a 24 de outubroNo NXT, ataca Aleister Black com um Superkick após este vir enfrentar William Regal em vingança pelo ataque sofrido e anunciar a ele que é o agressor e realizar um Heel Turn .
Durante NXT TakeOver: WarGames II , ele perde para Aleister Black . a19 de dezembrono NXT, ele derrotou Black em uma luta em uma jaula de aço depois que Tommaso Ciampa interveio para vencer a partida.
a 9 de janeiro de 2019na NXT, ele ataca Ricochet com um Superkick . Na semana seguinte no NXT, ele derrotou Humberto Carrillo. a23 de janeiroNo NXT, ele e Tommaso Ciampa se unem novamente para atacar Ricochet e Aleister Black .

#### NXT campeão norte-americano (2019)
Durante NXT TakeOver: Phoenix , ele venceu Ricochet e ganhou o NXT North American Championship . Mais tarde naquela noite, ele se juntou a Tommaso Ciampa para comemorar com seus títulos. a31 de janeiro, episódio pré-gravado do NXT arma uma partida de campeonato entre Gargano e o Velveteen Dream com dois finais registrados, em um Gargano mantém o título, no outro, perde o título para o Velveteen. a2 de fevereirodurante o Halftime Heat, Gargano, Tommaso Ciampa e Adam Cole perdem contra Ricochet , Aleister Black e Velveteen Dream. a20 de fevereirona NXT, ele perdeu seu título para Velveteen Dream .
a 18 de fevereirono Raw, ele fez sua estreia com Tommaso Ciampa sobre os campeões de duplas do Raw, The Revival, em uma luta sem apostas. No dia seguinte no SmackDown Live, ele venceu com Tommaso Ciampa contra Sheamus e Cesaro .
a 20 de fevereirona NXT, ele perdeu seu título para Velveteen Dream .
a 6 de marçona NXT, Gargano & Ciampa passam a primeira rodada do Dusty Rhodes Tag Team Classic derrotando Bobby Fish & Kyle O'Reilly .

#### Face Turn, NXT Champion and Rivalry with Finn Balor (2019)
Na semana seguinte no NXT, eles foram eliminados do torneio por Ricochet e Aleister Black . Após a luta, ele ataca Tommaso Ciampa após este tentar atacá-lo e, portanto, faz uma virada de rosto. Durante o NXT de27 de março, ele confronta Adam Cole dizendo que ele vai vencê-lo para se tornar o campeão do NXT porque ele deu todos os passos colocados à sua frente. No NXT TakeOver: New York , ele enfrentará Adam Cole, que recentemente conquistou sua vaga pelo título em uma luta multi-man pelo NXT Championship em uma luta de 2 de 3 quedas.
Depois de vencer Adam Cole , Gargano vence o campeonato NXT .
Durante o NXT Takeover: New York, ele abandonou Adam Cole com seu acabamento Garga-No-Escape e ganhou o NXT Championship . Ao mesmo tempo, ele se tornou o primeiro campeão da WWE NXT Triple Crown . a24 de abrilno NXT, ele derrotou Roderick Strong apesar das intervenções de outros membros da Era Indiscutível . Durante NXT TakeOver: XXV , ele perdeu seu título para Adam Cole em uma revanche entre os dois homens.
Ele terá uma luta final com Adam Cole pelo NXT Championship no NXT TakeOver: Toronto em 3 estágios de uma partida infernal, onde ele falhará em sua busca para recuperar o título NXT.
a 23 de outubrona NXT, ele é atacado por Finn Bálor . Infelizmente ele está ferido e é forçado a tirar algumas semanas de folga; colocando assim seu programa com Finn Bálor de lado enquanto espera seu retorno. Após várias semanas de ausência, ele atacou Finn Bálor no NXT em18 de dezembro. a8 de janeiro de 2020na NXT, Finn Bálor oferece uma correspondência para Gargano para aquisição da NXT: Portland.
a 15 de janeirono NXT, Gargano e Tommaso Ciampa são atacados pela Era Indiscutível que leva a uma briga coletiva. Durante o Worlds Collide (2020) , Gargano e Tommaso Ciampa se unem para vencer a Montanha Mustache. Em 12 de fevereiro no NXT, ele derrotou Cameron Grimes .

#### Heel Turn and Rivalry com Tommaso Ciampa (2020)
Durante NXT TakeOver: Portland , ele perdeu para Finn Bálor . Mais tarde naquela noite, ele interveio na luta pelo NXT Championship entre Adam Cole e Tommaso Ciampa , perdendo este último, atacando-o com o cinto e realizando um Heel Turn . Em 26 de fevereiro no NXT, ele ataca Tommaso Ciampa, o que resulta em uma luta entre os dois homens, onde ele vai ganhar a vantagem usando um Superkick no último, graças à ajuda da Teoria de Austin. Em 8 de abril no NXT, ele derrotou Tommaso Ciampa em um No Holds Barred Street Fight Match graças à intervenção de sua esposa Candice LeRae . Em 6 de maio no NXT, ele chega com um novo truque e uma nova música de entrada e derrota Dominik Dijakovic . Em 27 de maio no NXT, ele derrotou Adrian Alanis. Após o jogo, ele e Candice LeRae são provocados por Mia Yim e Keith Lee . Durante o NXT TakeOver: In Your House , ele perdeu para Keith Lee e não ganhou o NXT North American Championship . Em 24 de junho no NXT, ele perdeu uma Triple Threat Match para Keith Lee e não venceu o NXT North American Championship , esta partida também incluiu Finn Bálor.
Em 8 de julho no NXT, ele derrotou Isaiah "Swerve" Scott . No dia 22 de julho no NXT, ele perdeu uma luta de Triple Threat envolvendo Roderick Strong e Bronson Reed para o último e não teve chance pelo título norte-americano. Na semana seguinte no NXT, ele derrotou Roderick Strong para finalmente garantir seu lugar na competição de escada para o NXT North American Championship no NXT TakeOver XXX. Ele não vai ganhar o título. Em 23 de setembro no NXT, ele atacou Damian Priest usando um Superkick e se posicionou como o desafiante número 1 pelo título norte-americano. Em 30 de setembro no NXT, ele venceu com Candice LeRae contra Io Shirai e Damian Priest . Ele enfrentou Damian Priest no NXT TakeOver 31 pelo NXT North American Championship, mas falhou novamente.

#### O Caminho (2020 -...)
Durante o NXT Halloween Havoc, ele finalmente derrotou Damian Priest e venceu o NXT North American Championship pela segunda vez em sua carreira . Em 11 de novembro no NXT, ele perdeu seu título para Leon Ruff devido a uma intervenção de Damian Priest após apenas 14 dias de reinado.
Durante NXT TakeOver: WarGames (2020) , ele derrotou Ruff e Priest em uma luta three way graças às intervenções de sete pessoas disfarçadas de Ghostface (uma das quais acabou sendo Austin Theory ) e se tornou o primeiro homem a vencer 3 vezes. o título norte-americano do NXT. Em 16 de dezembro no NXT, ele venceu com Austin Theory contra Leon Ruff e KUSHIDA. O clã Gargano agora é chamado de Caminho. Em 30 de dezembro no NXT, ele manteve o título ao derrotar Leon Ruff. Durante o NXT NEW Year's Evil 2021, ele perde com Candice LeRae contra Kushida e Shotzi Blackheart. Em 13 de janeiro de 2021 no NXT, ele derrotou Dexter Lumis. Na semana seguinte no NXT, ele perdeu com o Austin Theory para Leon Ruff e Kushida. Durante NXT TakeOver: Vengeance Day , ele venceu Kushida e manteve seu título. Durante NXT TakeOver: Stand & Deliver , ele derrotou Bronson Reed e manteve seu título. Em 18 de maio no NXT, ele perdeu seu título para Bronson Reed . Em 1 de junho no NXT, sua Triple Threat Match em que ele estava, incluindo Kyle O'Reilly e Pete Dunne, terminou em No Contest depois que Adam Cole entrou para atacá-los. Mais tarde naquela noite, é anunciado que ele enfrentará Karrion Kross , Adam Cole , Kyle O'Reilly e Pete Dunne em uma Fatal Five Way Match pelo NXT Championship . Durante NXT TakeOver: In Your House , ele perdeu uma Fatal Five Way Match pelo NXT Championship para Karrion Kross em uma luta que também incluiu Adam Cole , Kyle O'Reilly e Pete Dunne . Em 22 de junho no NXT, ele venceu com Austin Theory contra Oney Lorcan e Pete Dunne . Após a partida, ele foi atacado por Karrion Kross . Em 2021 o terminou o seu contrato com a WWE.

### Retorno para Evolve Wrestling (2019)
a 18 de janeiro de 2019 ele voltou para Evolve in Evolve 119. Ele venceu uma luta de duplas com AR Fox contra Josh Briggs & Austin Theory .

## Na luta livre
- Movimentos de finalização

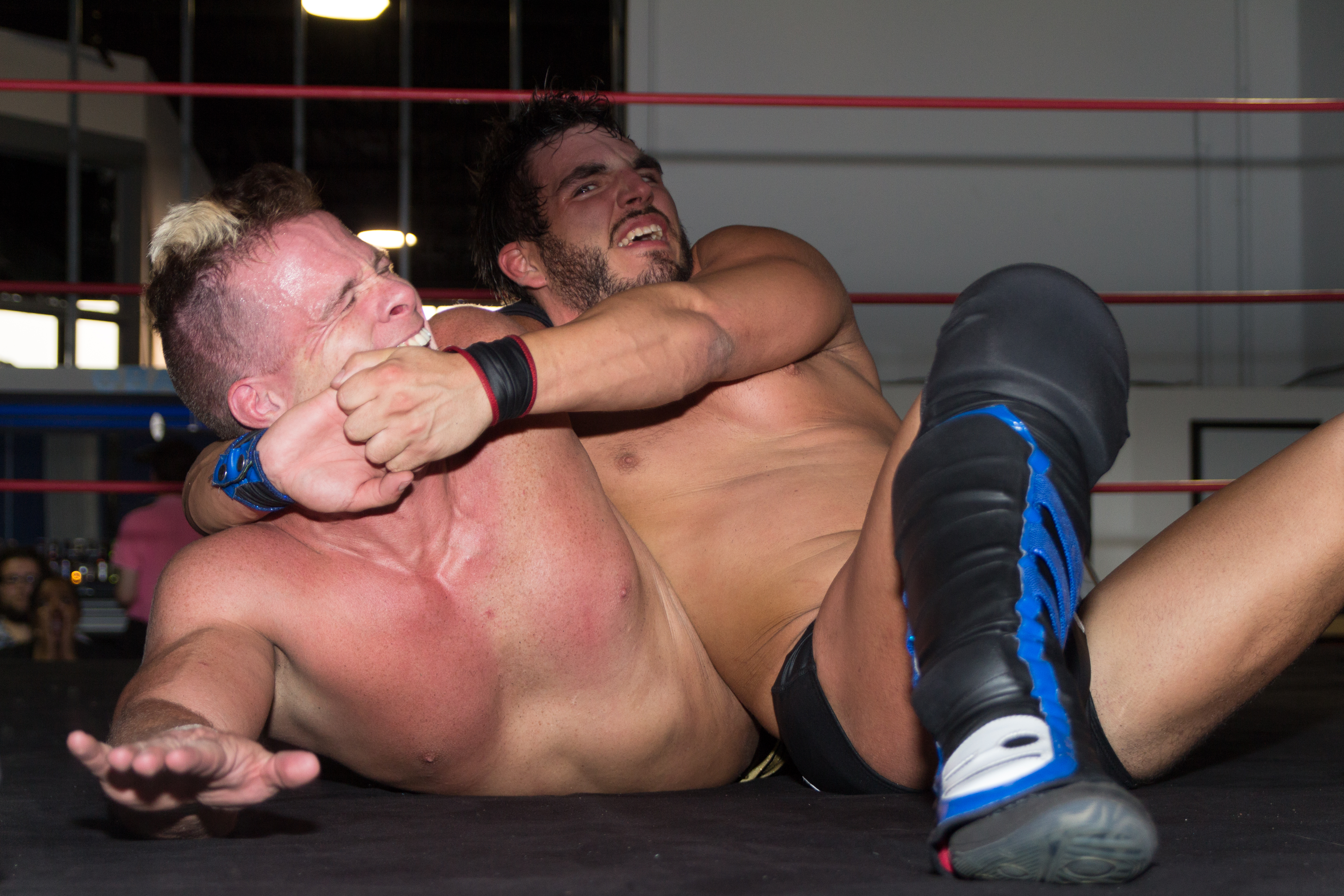
Gargano aplicando um Gargano Escape em Tyson Dux

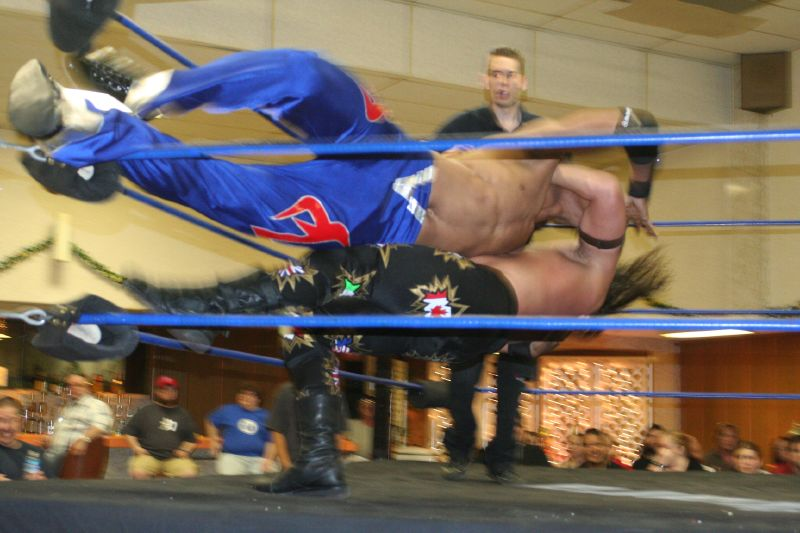
Gargano aplicando um reverse STO em Marshe Rockett

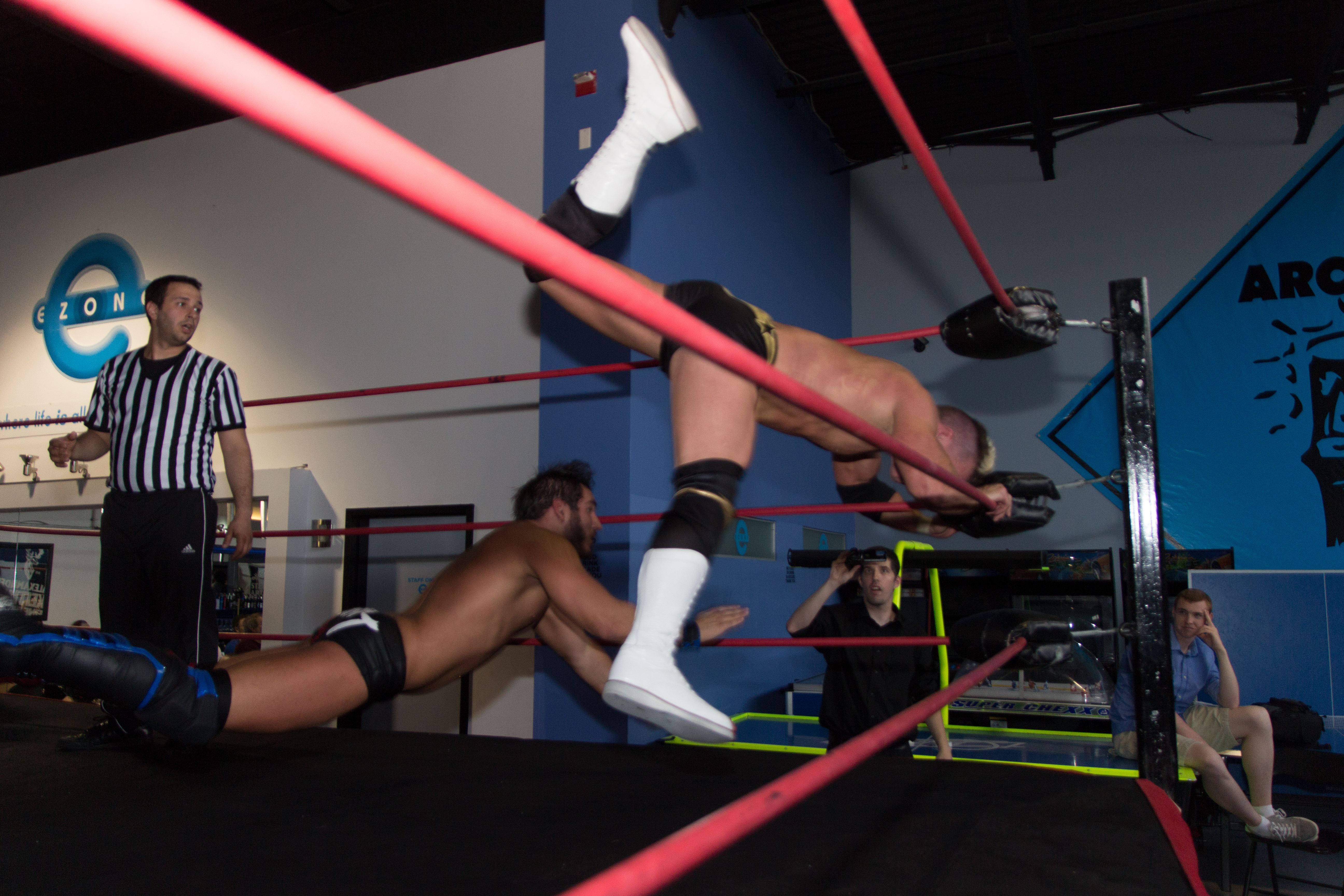
Gargano aplicando um Lawn Dart em Tyson Dux

  - Crosston Crab (Cross-legged Boston crab)[1]
  - Gargano Escape[7][8] / Garga-No-Escape[9] (Chickenwing over the shoulder crossface,[7] às vezes com um stepover toehold)[10]
  - Hurts Donut[3][7] / Uniquely You[6] (Full nelson levantando e caindo em um reverse STO)[1][7]
  - Swinging reverse STO[5][6]
  - Slingshot DDT[11][12][13][14]
- Movimentos secundários
  - Baby Ace Crusher (Running cutter em um adversário ajoelhado)[7]
  - Double knee backbreaker to an opponent seated on the top rope[6]
  - Várias variações de chute:
    - Enzuigiri[6]
    - Springboard drop[6]
    - Super[6][7]

  - Running double knee strike em um oponente cercado[7]

- - Spear,[1][15] ás vezes quando slingshotting[3][16]
  - You're Dead[7] / Lawn Dart[3][7] (Running throwing snake eyes)[15]
- Managers
  - Josh Prohibition[1]
  - Lexi Lane[1]
  - Larry Dallas[17]
  - Reby Sky[17]
- Nicknames
  - "(The Bee's Knees, The Cat's Pajamas and) The Whole Shebang"[7][18]
  - "All Heart"[19]
  - "Johnny Wrestling"[20]
  - "The WWN Icon"[21]
- Temas de entrada
  - "Iteration" por Wiggly of Trap Door[22] (Chikara)
  - "Down" por Curse Icon[23] (Prime Wrestling)
  - "Don't Die Digging" por The Graduate[6]
  - "Chrome Heart" por CFO$ (NXT; usado enquanto fazia dupla com Tommaso Ciampa)[24]
  - "Rebel Heart" por CFO$ (NXT; 2 de agosto de 2017–presente)[25][26]

## Titulos e prêmios
- Absolute Intense Wrestling
  - AIW Absolute Championship (1 vez)[1]
  - AIW Intense Division Championship (2 vezes)[27]
  - Gauntlet for the Gold (2012)[28]
  - Jack of All Trios (2010) – with Flip Kendrick and Louis Lyndon[29]
- Championship Wrestling Experience
  - CWE Undisputed Championship (1 vez)[30]
- Chikara
  - Chikara Campeonatos de Parejas (2 vezes) – com Chuck Taylor.[31]
  - The Countdown Showdown (2010)[32]
- Cleveland All–Pro Wrestling
  - CAPW Junior Heavyweight Championship (1 vez)[1]
- DDT Pro-Wrestling
  - Ironman Heavymetalweight Championship (1 vez)
- Dragon Gate USA / Evolve Wrestling
  - Evolve Tag Team Championship (1 vez) – com Drew Galloway[33]
  - Open the Freedom Gate Championship (2 vezes).[34][35]
  - Open the United Gate Championship (1 vez) – com Rich Swann[36]
  - CITIC Cup (2014)[35]
  - Evolve Tag Team Championship (2016) – com Drew Galloway[33]
- International Wrestling Cartel
  - IWC Super Indy Championship (1 vez)[37]
  - IWC Tag Team Championship (1 vez) – com Michael Facade[38]
- Legacy Wrestling
  - Legacy Championship (1 vez)[39]
- Pro Wrestling Illustrated
  - PWI colocou-o na 51º posição dos 500 melhores lutadores na PWI 500 em 2013[40]
- Pro Wrestling Ohio / Prime Wrestling
  - PWO / Prime Heavyweight Championship (3 vezes)[1][41]
- Smash Wrestling
  - Smash Wrestling Championship (1 vez)[1]
- Wrestling Cares Association
  - Race for the Ring Tournament (2014)[42]
- WWE NXT
  - NXT Tag Team Championship (1 vez – com Tommaso Ciampa[43]
  - NXT North American Championship (2 vezes)
  - NXT Championship (1 vez)